# Nopling
Nopling je splitski alternativni/garažni rock sastav. Djeluje od početka 1990-ih godina. 

## Povijest
Sastav je nastao oko Mikija Noplinga. Kao u klasičnoj pripovijesti o svim rock glazbenicima, buntovan, neshvaćen od dijela okružja, bunt je pretočio u energični zvučni i scenski nastup. Prijatelje je pretvorio u glazbenike i okupio ih u sastav Nopling. Sastav je dobio ime od "no-pling" - "ništa lagano". Uskoro su postali glavna atrakcija splitskog glazbenog undergrounda, kao i u splitskoj okolici. Prvu su demosnimku snimili 1992. za pjesmu Odlazim. Proslijedili su ju po lokalnim radijskim postajama kojih je tad bilo mnogo u Splitu i okolici. Iznenađujuće su uspjeli pored toliko etabliranih domaćih i inozemnih imena. Na službenoj top-ljestvici Radio Splita bili su treći i to su mjesto držali nekoliko tjedana. Na splitskom Radio M-u, tada pravom hit-radiju u krugovima splitske mladeži urbanog đira, bili su na prvom mjestu što je pjesmu pretvara postala 1. lokalni hit s kojim su osvojili gitarijade i publiku. Prvi su spot snimili 1993. za pjesmu Nisam ja kriv. Spot su gledatelji povezivali s drogom, onda istoznačnicom Split. Spot je bio zapažen na HRT-u. Prvi album zvukom je podsjećao na GNR, Nirvanu, Pearl Jam, a Darko Glavan ga je ocijenio kao jedan od najboljih nastupnih albuma u cjelokupnoj hrvatskoj diskografiji. Ostvarili su još nekoliko nastupa na HRT-u.

## Članovi
Sadašnji članovi su:
- Miki F. Nopling - vokail, gitara, klavijature
- Siniša Marić - bas-gitara
- Marko Bilan - bubnjevi

## Diskografija
Demo
- Odlazim, 1992.

Albumi
- Guf, 1998. (sniman u studiju Deva)[3]
- 9 Krug, 2000. (sniman u studiju Tome Mrduljaša)[3]

## Vanjske poveznice
- Službena stranica, Facebook
- Službena stranica, MySpace
- stajnerrecords, YouTube
- Miki Nopling na Twitteru
- Legends bar  Arhivirana inačica izvorne stranice od 13. siječnja 2018. (Wayback Machine) by Miki Nopling, Kanal 5